# Pine Jam
Pine Jam Co., Ltd. (株式会社パインジャム Kabushiki-gaisha Pain Jamu, cách điệu là PINE JAM) là một hãng phim hoạt hình Nhật Bản được thành lập vào năm 2015.

## Tác phẩm

### Anime truyền hình
| Năm  | Tựa đề                           | Ngày phát sóng | Ngày phát sóng | Đạo diễn          | Số tập | Ghi chú                                                              |
| Năm  | Tựa đề                           | Bắt đầu        | Kết thúc       | Đạo diễn          | Số tập | Ghi chú                                                              |
| ---- | -------------------------------- | -------------- | -------------- | ----------------- | ------ | -------------------------------------------------------------------- |
| 2016 | Mahou Shoujo Nante Mouiidesukara | 12 tháng 1     | 21 tháng 12    | Yoneda Kazuhiro   | 24     | Chuyển thể từ bộ manga cùng tên của Futami Sui.                      |
| 2017 | Gamers!                          | 13 tháng 7     | 28 tháng 9     | Okamoto Manabu    | 12     | Chuyển thể từ bộ light novel của Aoi Sekina.                         |
| 2017 | Just Because!                    | 5 tháng 10     | 28 tháng 12    | Kobayashi Atsushi | 12     | Tác phẩm gốc.                                                        |
| 2020 | Gleipnir                         | 5 tháng 4      | 28 tháng 6     | Yoneda Kazuhiro   | 13     | Chuyển thể từ bộ manga của Takeda Sun.                               |
| 2021 | Kageki Shoujo!!                  | 4 tháng 7      | 26 tháng 9     | Yoneda Kazuhiro   | 13     | Chuyển thể từ bộ manga cùng tên của Saiki Kumiko.                    |
| 2022 | Do It Yourself!!                 | 6 tháng 10     | 22 tháng 12    | Yoneda Kazuhiro   | 12     | Tác phẩm gốc.                                                        |
| 2023 | Kubo-san wa Mob o Yurusanai      | 10 tháng 1     | 20 tháng 6     | Koga Kazuomi      | 12     | Chuyển thể từ manga của Yukimori Nene.                               |
| 2023 | Paradox Live the Animation       | 3 tháng 10     | 26 tháng 12    | Ando Naoya        | 12     | Thuộc một phần trong dự án Paradox Live của Avex Pictures và GCREST. |
| 2024 | Hime-sama, "Gōmon" no Jikan Desu | 9 tháng 1      | 26 tháng 3     | Kanemori Yōko     | 12     | Chuyển thể từ manga của Haruhara Robinson và Hirakei.                |

### Original video animation
| Tựa đề              | Đạo diễn        | Ngày phát hành                | Số tập | Ghi chú                                                             |
| ------------------- | --------------- | ----------------------------- | ------ | ------------------------------------------------------------------- |
| Getsuyōbi no Tawawa | Murayama Kōsuke | 29 tháng 12, 2016             | 2      | Dựa trên bộ sưu tập hình vẽ của Himura Kiseki.                      |
| Hōzuki no Reitetsu  | Yoneda Kazuhiro | 20 tháng 9 — 21 tháng 8, 2020 | 3      | Ba tập OVA đóng gói lần lượt cùng với tập thứ 29, 30, 31 của manga. |

### ONA
| Tựa đề              | Đạo diễn        | Thời gian đăng tải              | Số tập | Ghi chú                                                             |
| ------------------- | --------------- | ------------------------------- | ------ | ------------------------------------------------------------------- |
| Getsuyōbi no Tawawa | Murayama Kōsuke | 10 tháng 10 – 26 tháng 12, 2016 | 12     | Các tập ONA sản xuất dựa trên bộ sưu tập hình vẽ của Himura Kiseki. |